# Изгубљени (2. сезона)
Друга сезона телевизијске серије Изгубљени почела је са емитовањем 21. септембра 2005. у САД и Канади, приказивала се до 24. маја 2006. године и састојала се од 24 епизоде. Друга сезона наставља да прати групу од преко четрдесет људи који су се нашли на пустом острву у јужном Пацифику, након што се њихов авион срушио четрдесет четири дана пре почетка сезоне. Продуценти су изјавили да је прва сезона фокусирана на упознавање преживелих, док је друга сезона посвећена научној истраживачкој станици Дарма Иницијативе из 1970-их, коју су преживели открили на острву и назвали „Отвор”.

## Екипа
Ова сезона серије била је у продукцији студија Touchstone Television, Bad Robot и Grass Skirt Productions и емитована је на каналу ABC у Сједињеним Америчким Државама. Извршни продуценти су били ко-креатор Џеј-Џеј Абрамс, ко-креатор Дејмон Линделоф, Брајан Берк, Џек Бендер и Карлтон Кјуз. Сценаристи су били Линделоф, Кјуз, ко-извршни продуцент Стивен Маеда, продуценти-супервизори Хавијер Гриљо-Маршуах, Едвард Китсис, Адам Хоровиц, Леонард Дик, Џеф Лоуб, Крејг Рајт, као и продуценти Елизабет Сарноф и Кристина М. Ким. Редитељи епизода били су Бендер, продуцент Стивен Вилијамс, сниматељ Пол Едвардс и Ерик Ланевил. Линделоф и Кјуз били су шоуранери.

## Улоге
- Адевале Акинуе Агбаџе као Г. Еко, бивши нарко-бос који је постао свештеник.[2]
- Навин Ендруз као Сајид Џара, бивши припадник Ирачке републиканске гарде.[3]
- Емили де Равин као Клер Литлтон, сада мајка.[4]
- Метју Фокс као др Џек Шепард, вођа групе.[5]
- Хорхе Гарсија као Хјуго „Херли” Рејес, несрећни и ментално нестабилни милионер.[6]
- Меги Грејс као Шенон Радерфорд, која се још увек опоравља од смрти свог полубрата Буна.
- Џош Холовеј као Џејмс „Сојер” Форд, ситни преварант.
- Малколм Дејвид Кели као Волт Лојд, Мајклов мали син кога су отели Други.[7]
- Данијел Де Ким као Џин-Су Квон, Санин супруг који не прича енглески.
- Јунџин Ким као Сан-Хва Квон, ћерка моћног корејског бизнисмена и мафијаша.
- Еванџелин Лили као Кејт Остин, бегунац од закона.
- Доминик Монахан као Чарли Пејс, бивша рок звезда и лечени зависник од наркотика.
- Тери О’Квин као Џон Лок, „човек вере”.[8]
- Харолд Перино као Мајкл Досон, Волтов отац.
- Мишел Родригез као Ана Лусија Кортез, вођа путника који су седели у репном делу авиона; бивша полицајка.[9]
- Синтија Вотрос као Либи, психолог, једна од преживелих путника из репа.[10]

У улогама су се нашли и бројни споредни ликови, међу којима су били: Л. Скот Калдвел као Роуз Хендерсон, Мира Фурлан као Данијела Русо, Мајкл Емерсон као Хенри Гејл, Сем Андерсон као Бернард Надлер, Кимберли Џозеф као Синди, Хенри Ијан Кјузик као Дезмонд Хјум, М. К. Гејни као Том, Танија Рејмонд као Алекс, Џон Тери као Кристијан Шепард, Франсоа Чау као службеник Дарма Иницијативе, Кленси Браун као Келвин Инман и Кејти Сагал као Хелен. Ијан Самерхолдер има гостујућу улогу као Бун Карлајл.

## Епизоде
Колона „Истакнути лик(ови)” се односи на лик(ове) чија је позадинска прича представљена у флешбековима у тој епизоди.
| Бр. еп. (укупно) | Бр. еп. (у сезони) | Наслов                               | Редитељ         | Сценариста                          | Истакнути лик(ови)                 | Премијера           | Гледаност у САД (милиони) |
| --- | ------------------ | ------------------------------------ | --------------- | ----------------------------------- | ---------------------------------- | ------------------- | ------------------------- |
| 26 | 1                  | Човек науке, човек вере              | Џек Бендер      | Дејмон Линделоф                     | Џек                                | 21. септембар 2005. | 23,47                     |
| Џек, Кејт и Лок истражују Отвор и проналазе Дезмонда, човека који живи унутра. Док трага за Винсентом, Шенон има застрашујућу визију Волта у џунгли. У флешбековима, Џек оперише жени која ће касније постати његова супруга и први пут среће Дезмонда. |                    |                                      |                 |                                     |                                    |                     |                           |
| 27 | 2                  | Препуштено случају                   | Стивен Вилијамс | Стивен Маеда и Леонард Дик          | Мајкл                              | 28. септембар 2005. | 23,17                     |
| Мајкл и Сојер се враћају на обалу, плутајући на импровизованом сплаву. По доласку, виде Џина како излеће из жбуња, након што га је заробила група за коју верују да су Други. У Отвору, Дезмонд приморава Лока да унесе серију бројева у рачунар, који су идентични бројевима Херлијеве добитне срећке. У флешбековима је приказано како је Мајкл препустио старатељство над двогодишњим Волтом његовој мајци. |                    |                                      |                 |                                     |                                    |                     |                           |
| 28 | 3                  | Оријентација                         | Џек Бендер      | Хавијер Гриљо-Маршуах и Крејг Рајт  | Лок                                | 5. октобар 2005.    | 22,38                     |
| Џек и Лок откривају да је Отвор заправо станица из 1970-их изграђена да контролише електромагнетну аномалију на острву и сазнају да ју је изградила Дарма Иницијатива, научни истраживачки тим. Мајкл, Сојер и Џин откривају да су их заробили преживели из репног дела лета 815. У флешбековима, Лок се бори са проблемима у вези са својим оцем и својим односом са Хелен, која му помаже у покушајима да их се ослободи. |                    |                                      |                 |                                     |                                    |                     |                           |
| 29 | 4                  | Сви мрзе Хјуга                       | Алан Тејлор     | Едвард Китсис и Адам Хоровиц        | Херли                              | 12. октобар 2005.   | 21,66                     |
| Преживели из репа авиона воде Мајкла, Сојера и Џина до напуштене Дармине станице. Херли добија задатак да расподели храну из Отвора. Клер и Шенон проналазе боцу са порукама са сплава. У флешбековима, Херли даје отказ на послу, а његов најбољи пријатељ се окреће против њега након што сазна да је Херли добио на лутрији. |                    |                                      |                 |                                     |                                    |                     |                           |
| 30 | 5                  | ...и нађени                          | Стивен Вилијамс | Карлтон Кјуз и Дејмон Линделоф      | Сан и Џин                          | 19. октобар 2005.   | 21,38                     |
| Мајкл кренуће у потрагу за Волтом, а Џин и г. Еко га прате и сусрећу Друге. У страху за живот свог мужа, Сан креће у потрагу за изгубљеном вереничком прстеном и на крају успева да га пронађе. У флешбековима су приказани одвојени животи Сан и Џина у Јужној Кореји, пре њиховог првог сусрета. |                    |                                      |                 |                                     |                                    |                     |                           |
| 31 | 6                  | Напуштен                             | Адам Дејвидсон  | Елизабет Сарноф                     | Шенон                              | 9. новембар 2005.   | 20,01                     |
| Шенон верује да је Волт на острву и почиње да га тражи. Са Сојером на ивици смрти, Ана Лусија и преживели из репа авиона одлазе до логора преживелих из трупа. Грешком сматрајући Шенон једном од Других, Ана Лусија је упуца и убија. У флешбековима, Шенон се суочава са смрћу свог оца. |                    |                                      |                 |                                     |                                    |                     |                           |
| 32 | 7                  | Других 48 дана                       | Ерик Ланевил    | Дејмон Линделоф и Карлтон Кјуз      | Ана Лусија, Бернард, Либи и г. Еко | 16. новембар 2005.  | 21,87                     |
| Првих 48 дана након пада авиона приказани се из угла преживелих из репног дела. Током многих ноћи, Други се инфилтрирају њихов логор и киднапују многе преживеле, принуђујући преостале да потраже уточиште у Дарминој станици. Открива се да је радио одговор који је Бун примио у првој сезони, у ствари био од Бернарда, једног од преживелих из репа. Група одлучује да крене на дуг пут преко острва у покушају да се придруже другим преживелима из трупа. Њихова путовање завршава трагичним сусретом у којем Ана Лусија грешком пуца у Шенон. |                    |                                      |                 |                                     |                                    |                     |                           |
| 33 | 8                  | Колизија                             | Стивен Вилијамс | Хавијер Гриљо-Маршуах и Леонард Дик | Ана Лусија                         | 23. новембар 2005.  | 19,29                     |
| Г. Еко доводи Сојера до Отвора ради медицинске помоћи. Ана Лусија држи Сајида као таоца након што је покушао да је убије како би се осветио за Шенонину случајну смрт. У флешбековима, Ана Лусија је полицајка која хладнокрвно убија мушкарца који ју је једном приликом теже ранио. |                    |                                      |                 |                                     |                                    |                     |                           |
| 34 | 9                  | Шта је Кејт урадила                  | Пол Едвардс     | Стивен Маеда и Крејг Рајт           | Кејт                               | 30. новембар 2005.  | 21,54                     |
| Кејт се стара о повређеном Сојеру док се одржава Шенонин погреб, на који Ана Лусија одбија да дође. Док Лок и г. Еко добијају упозорење да не користе компјутер у Отвору за комуникацију, Мајкл га користи да би комуницирао са неким за кога мисли да је Волт. У флешбековима се открива како је Кејт починила свој први злочин — убила је оца који ју је злостављао. |                    |                                      |                 |                                     |                                    |                     |                           |
| 35 | 10                 | 23. псалм                            | Мет Ерл Бизли   | Карлтон Кјуз и Дејмон Линделоф      | Г. Еко                             | 11. јануар 2006.    | 20,56                     |
| Чарли води г. Ека до авиона који је припадао кријумчарима дроге. Г. Еко проналази леш свог брата у авиону. Чарли узима статуе Богородице из авиона, испуњене хероином, због чега Клер губи поверење у њега. У флешбековима, г. Еко је приказан као нарко-картелски бос у Нигерији, који је случајно довео до смрти свог брата, који је завршио у том авиону. |                    |                                      |                 |                                     |                                    |                     |                           |
| 36 | 11                 | Ловачка дружина                      | Стивен Вилијамс | Елизабет Сарноф и Кристина М. Ким   | Џек                                | 18. јануар 2006.    | 19,13                     |
| Мајкл напушта преживеле у потрази за Волтом. Џек, Лок и Сојер крећу за Мајклом, али у џунгли наилазе на Друге. Други узимају Кејт као таоца, али је пуштају када Џек, Лок и Сојер одбаце своје оружје и пристану да се врате назад. Тако су приморани да се повуку без Мајкла, који је сада под „бригом” Других. У флешбековима, Џекова жена га напушта и одлази са другим мушкарцем. |                    |                                      |                 |                                     |                                    |                     |                           |
| 37 | 12                 | Ватра и вода                         | Џек Бендер      | Едвард Китсис и Адам Хоровиц        | Чарли                              | 25. јануар 2006.    | 19,05                     |
| Чарли сања да је Аронов живот у опасности и верује да беба треба да буде крштена. Клер, мислећи да Чарли можда поново користи дрогу, огорчена је на њега, а Лок премешта статуе са хероином у склониште. У флешбековима, Чарлијев бенд, који је имао само један хит, безуспешно покушава да поврати некадашњу славу. |                    |                                      |                 |                                     |                                    |                     |                           |
| 38 | 13                 | Дуга превара                         | Роксан Досон    | Стивен Маеда и Леонард Дик          | Сојер                              | 8. фебруар 2006.    | 18,74                     |
| Када Сан мистериозно буде нападнута, тензије расту између Џека, Лока, Кејт и Ане Лусије у вези са оружјем. Открива се да су их Сојер и Чарли преварили како би Сојер преузео контролу над оружјем, а Чарли се осветио Локу. У флешбековима, Сојер невољно превари жену према којој почиње да гаји осећања. |                    |                                      |                 |                                     |                                    |                     |                           |
| 39 | 14                 | Један од њих                         | Стивен Вилијамс | Дејмон Линделоф и Карлтон Кјуз      | Сајид                              | 15. фебруар 2006.   | 18,20                     |
| Русо води Сајида до заробљеног човека за ког верује да је један од Других. Човек се представља као Хенри Гејл и каже да се срушио на острво док је летео балоном. Сајид, међутим, верује да је он један од Других и прибегава мучењу како би извукао информације од заробљеника. У флешбековима, Сајид први пут мучи затвореника у Ираку. |                    |                                      |                 |                                     |                                    |                     |                           |
| 40 | 15                 | Породиљско боловање                  | Џек Бендер      | Дон Ламбертсен Кели и Мет Рагијанти | Клер                               | 1. март 2006.       | 16,43                     |
| Када се Арон разболи, Клер, Кејт и Русо одлазе до места где је Клер била заробљена, напуштене Дармине медицинске станице, у нади да ће пронаћи лек. Џек и Лок се расправљају о томе како да поступе са заробљеним Хенријем. Клер почиње да се сећа свог заробљеништва код Итана и свог бекства уз помоћ Русо и њене ћерке, која је сада једна од Других. |                    |                                      |                 |                                     |                                    |                     |                           |
| 41 | 16                 | Права истина                         | Карен Гавиола   | Елизабет Сарноф и Кристина М. Ким   | Сан                                | 22. март 2006.      | 15,30                     |
| Ана Лусија, Сајид и Чарли траже Хенријев балон. Сан открива да је трудна. У флешбековима, Сан сазнаје да Џин не може да има децу. |                    |                                      |                 |                                     |                                    |                     |                           |
| 42 | 17                 | Закључавање                          | Стивен Вилијамс | Карлтон Кјуз и Дејмон Линделоф      | Лок                                | 29. март 2006.      | 16,21                     |
| Отвор изненада заробљава Лока, који је приморан да замоли Хенрија да унесе бројеве у рачунар. Ана Лусија, Сајид и Чарли се враћају и откривају да је „Хенри Гејл” лагао и да је један од Других. У флешбековима, Хелен одбија Локову просидбу због његове немогућности да превазиђе бол који му је проузроковао отац. |                    |                                      |                 |                                     |                                    |                     |                           |
| 43 | 18                 | Дејв                                 | Џек Бендер      | Едвард Китсиси и Адам Хоровиц       | Херли                              | 5. април 2006.      | 16,38                     |
| Херли јури за својим старим измишљеним пријатељем „Дејвом” по џунгли, док се његов однос са Либи продубљује. Лок преиспитује своју оданост Отвору након што „Хенри” тврди да није унео бројеве у компјутер. Херли се присећа времена проведеног у менталној установи. Кроз флешбекове се открива да је и Либи била пацијенткиња у истој установи. |                    |                                      |                 |                                     |                                    |                     |                           |
| 44 | 19                 | С.О.С.                               | Ерик Ланевил    | Стивен Маеда и Леонард Дик          | Роуз и Бернард                     | 12. април 2006.     | 15,68                     |
| Бернард покушава да направи СОС сигнал, али одустаје када Роуз каже да жели да остане на острву јер верује да је острво излечило њен рак. Романтичне искре се поново распаљују између Џека и Кејт. Лок наставља да губи веру у острво. Мајкл се појављује из џунгле када Џек и Кејт покушају да размене „Хенрија” са Другима у замену за Волта. У флешбековима, Роуз и Бернард проводе медени месец у Аустралији. |                    |                                      |                 |                                     |                                    |                     |                           |
| 45 | 20                 | Два за понети                        | Пол Едвардс     | Елизабет Сарноф и Кристина М. Ким   | Ана Лусија                         | 3. мај 2006.        | 15,56                     |
| Мајкл се враћа са информацијом да су Други практично незаштићени. Ана Лусија покушава да натера „Хенрија” да каже истину. Херли води Либи на састанак. У Отвору, Мајкл пуца у Ана Лусију једном и у Либи два пута, како би ослободио „Хенрија”. У флешбековима, Ана Лусија ради као телохранитељка за Џековог оца у Аустралији. |                    |                                      |                 |                                     |                                    |                     |                           |
| 46 | 21                 | ?                                    | Деран Сарафијан | Дејмон Линделоф и Карлтон Кјуз      | Г. Еко                             | 10. мај 2006.       | 16,35                     |
| Г. Еко и Лок откривају другу Дармину станицу, „Бисер”, која прати остале станице путем видео надзора. Окривљујући „Хенрија” за смрт Ана Лусије, Мајкл забринуто посматра Либи на самрти. Џек и остали преживели се боре са одлуком да се опросте од Либи, покушавајући да олакшају њену смрт. У флешбековима, г. Еко истражује наводно чудо као свештеник у Аустралији. |                    |                                      |                 |                                     |                                    |                     |                           |
| 47 | 22                 | Три минута                           | Стивен Вилијамс | Едвард Китсис и Адам Хоровиц        | Мајкл                              | 17. мај 2006.       | 14,67                     |
| Мајкл убеђује Џека, Кејт, Сојера и Херлија да му помогну да спасе Волта. На двоструком погребу за Ана Лусију и Либи, Сајид говори Џеку о својој сумњи да је Мајкл компромитован од стране Других. Сан примећује једрилицу која плови ка плажи. Флешбекови откривају шта се десило Мајклу након што су га заробили Други, са којима је склопио договор да прво ослободи „Хенрија”, а потом размени Џека, Кејт, Сојера и Херлија за Волта. |                    |                                      |                 |                                     |                                    |                     |                           |
| 48 | 23                 | Живите заједно, умрите сами (1. део) | Џек Бендер      | Карлтон Кјуз и Дејмон Линделоф      | Дезмонд                            | 24. мај 2006.       | 17,84                     |
| Након што открију једрилицу која плови ка плажи, а на којој се налази Дезмонд, Џек и Сајид осмишљавају план да се суоче са Другима. Г. Еко и Лок долазе до сукоба када потоњи донесе потенцијално катастрофалну одлуку да не унесе бројеве у компјутер. У флешбековима, Дезмонд је пуштен из војног затвора, након чега одлучује да крене на трку једрилицама око света коју организује Видмор, отац Дезмондове бивше девојке Пенелопи, који му забрањује да је икада више види. Бива насукан на острву, где Келвин Инман доводи у Отвор.             |                    |                                      |                 |                                     |                                    |                     |                           |
| 49 | 24                 | Живите заједно, умрите сами (2. део) | Џек Бендер      | Карлтон Кјуз и Дејмон Линделоф      | Дезмонд                            | 24. мај 2006.       | 17,84                     |
| „Хенри”, наводни вођа Других, узима Џека, Кејт и Сојера као затворенике, пушта Херлија да пренесе осталима поруку и дозвољава Мајклу и Волту да напусте острво на бродићу. Дезмонд каже да верује да је он изазвао пад лета 815 јер је једном приликом касно унео бројеве у рачунар. Отвор, у коме су се налазили Лок, Дезмонд, г. Еко и Чарли, експлодира. У флешбековима, Дезмонд случајно убије Келвина. У епилогу, научници који раде за Пенелопи Видмор откривају локацију острва.                                                               |                    |                                      |                 |                                     |                                    |                     |                           |